# 沖繩美麗海水族館
沖繩美麗海水族館（日语：／ Okinawa churaumi suizokukan）位於日本沖繩縣國頭郡本部町的國營沖繩紀念公園內海洋博覽會紀念公園，於沖繩國際海洋博覽會舉辦後次年於其會場原址成立。為世界上最大的水族館之一。

## 概要
水族館內設有水量7,500公噸、世界第二大的水槽—名為「黑潮之海」的大洋池，連同其餘展示槽合共77個。該館以沖繩的海洋為展示概念，展出珊瑚礁、黑潮之海、深海等各式海洋生物。其中最著名的有世界第一尾成功長期飼養的鯨鯊及鬼蝠魟，該館亦以鯨鯊為吉祥物，最多曾同時飼養高達3隻鯨鯊。截至2006年底，該館共飼養750種，共28,000隻海洋動生物。2021年6月17日，第一尾成功長期飼養的母鯨鯊死亡。
水族館旁亦設有海豚表演、海龜館、海牛館等，強化水族館的主題。

### 世界第二大水槽

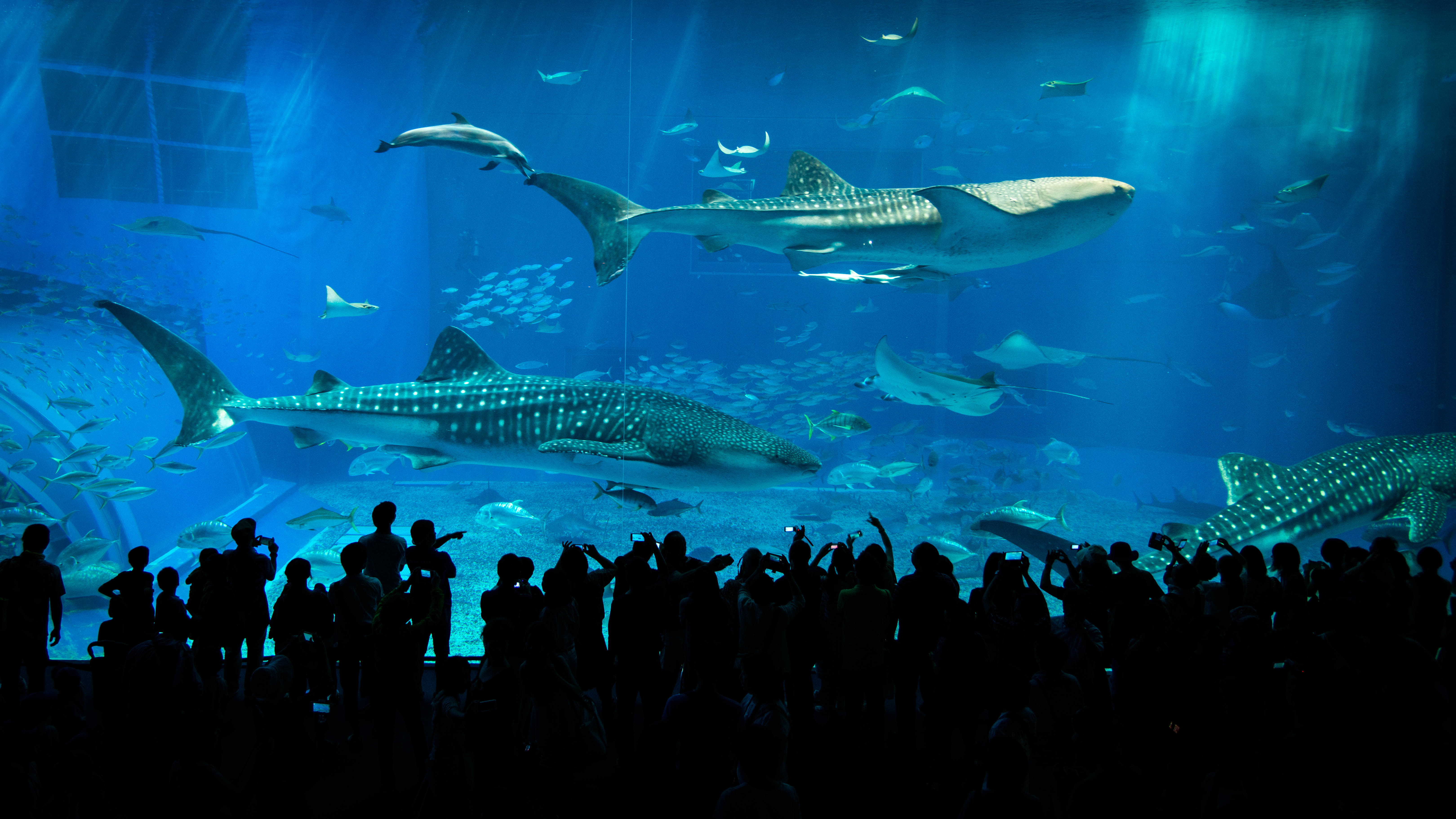
黑潮之海，世界第二大水槽，曾同時展示最多3隻鯨鯊

貫通水族館一、二樓的大洋池「黑潮之海」水槽，平面37x27米，水深10米，拥有7500立方米（1981290加仑）的蓄水量。為世界上第二大的壓克力玻璃面板22.5米X测量8.2米的，厚度为60厘米，重130公噸，也是健力士世界紀錄中最大的壓克力觀察窗。

### 保育
該館曾為一條因不明原因尾部壞死的寬吻海豚成功裝上「義尾」，恢復牠的游泳能力，為世上首次，有一齣日本電影亦以此為題材。

## 另見
- JUNGLIA沖繩

## 外部連結
- 黑潮之海 （页面存档备份，存于）
- 沖繩美麗海水族館官方網站 （页面存档备份，存于）
- 有關寬吻海豚尾部更換手術的網站[永久]
- 電影Dolphin Blue網站
- OpenStreetMap上有關沖繩美麗海水族館的地理